# マイティガイ
『マイティガイ』(Mighty Guy)とは、1986年に日本物産（ニチブツ）から発売されたアーケード用の縦スクロールアクションゲーム。

## 概要
強靭な肉体の主人公がパンチ、キック、ビームなどの超人的なアクションや強力なサイコガン攻撃で敵を倒していき、人類を生体改造し支配下に置こうと目論む巨大コンピュータ「ゼルダ」の撃破を目指す。
2024年1月4日には、ハムスターがアーケードゲームを移植する「アーケードアーカイブス」向けのソフトとしてNintendo Switch/PlayStation 4版が発売された。

## スタッフ
- PLAN : YOSUKE
- ART : OHGAME、TUTUI
- SOUND : 吉田健志、山田良一
- PROGRAM : KAZUMI、MORINAKA